# ديفيد كريغهيد
ديفيد كريغهيد (بالإنجليزية: David Craighead)‏ هو عازف الأرغن أمريكي، ولد في 24 يناير 1924، وتوفي في 26 مارس 2012.